# Burete de apă dulce
Buretele de apă dulce (Spongilla lacustris) este animal cu miros de formol, cu corpul neted în apele curgătoare și cu proeminențe în cele stagnante.
Buretele de apă dulce trăiește în apele dulci, fixat pe tulpinile unor plante acvatice.
Corpul buretelui are aspectul unei mase gelatinoase, de culoare cafeniu-cenușie/verde/altă culoare (depinzând de specie), cu o forma neregulată. Aceasta reprezintă o colonie de indivizi. Cu ajutorul lupei se observă pe suprafața  acesteia orificii numite pori, prin care intră apa, și osculi, orificii mai mari, pe unde iese apa. Un individ dintr-o colonie are un singur oscul. Numărul osculilor indică numărul indivizilor ce alcătuiesc o colonie. Peretele corpului unui individ este format dintr-un strat extern de celule turtite si un strat intern alcătuit din celule care au câte un flagel protejat de un guleraș. Între cele două straturi se află o pătură gelatinoasa, în care se găsesc un fel de ace silicioase înfipte într-o substanță numită spongină.
Apa si organismele microscopice pătrund prin pori în cavitatea corpului, unde celulele cu flagel și guleraș le digeră în vacuolele lor digestive. Substanțele de excreție și produșii nedigerați sunt eliminați prin oscul, o dată cu apa.
Buretele de apă dulce se înmulteste prin celula-ou rezultată prin contopirea unui spermatozoid cu un ovul, ambele celule fiind produse de același individ. Din celula-ou se dezvoltă o larvă cu cili.
Daca se taie o bucata dintr-un spongier , acesta nu moare ; din ea se reface animalul , adica va regenera . Regenerarea se datoreaza slabei legaturi dintre diferitele celule , care permit acestora sa traiasca in grupuri separate.
Animalul nu este nici diurn, nici nocturn,nici crepuscular deoarece, nu are activitate.